# Parmotrema pseudeunetum
Parmotrema pseudeunetum är en lavart som beskrevs av Sérus. Parmotrema pseudeunetum ingår i släktet Parmotrema och familjen Parmeliaceae.   Inga underarter finns listade i Catalogue of Life.